# Impressions Games
Impressions Games – brytyjskie studio tworzące gry komputerowe, założone w 1989 przez Davida Lestera. W 1995 zostało przejęte przez Sierra On-Line. Studio zlikwidowano w kwietniu 2004. Specjalizowało się w grach ekonomicznych, strategicznych, edukacyjnych i hazardowych.
W 1992 otworzyła oddział w Farmigton, Connecticut w Stanach Zjednoczonych, który następnie przeniesiony został do Cambridge, w stanie Massachusetts. Oddział amerykański zajmował się początkowo jedynie wydawaniem tworzonych przez macierzyste studio gier na amerykański rynek, ale z czasem rozwinął się w drugie studio deweloperskie.
Po zamknięciu studia, część jego pracowników stworzyła firmy Tilted Mill Entertainment i Firefly Studios.

## Wydane gry
- Afrika Korps (1991)
- The Charge of the Light Brigade (1991)
- Great Napoleonic Battles (1991)
- Merchant Colony (1991)
- Fighting for Rome (1991)
- Fighter Command (1991)
- Crime City (1992)
- Discover: In the Steps of Columbus (1992)
- Air Force Commander (1992)
- Warrior of Releyne (1992)
- Omnitrend's Paladin II (1992)
- Air Bucks (1992)
- Cezar (1992)
- Conquest of Japan (1992)
- Rules of Engagement 2 (1993)
- When Two Worlds War (1993)
- Global Domination (1993)
- Edward Grabowski's The Blue and The Grey (1993)
- Cohort II (1993)
- WWII Air Force Commander (1993)
- Front Lines (1994)
- Lords of the Realm (1994)
- Detroit (1994)
- D-Day: The Beginning of the End (1994)
- Breach 3 (1995)
- High Seas Trader (1995)
- Ultimate Soccer Manager (1995)
- Powerhouse (1995)
- Cezar II (1995)
- Casino De Luxe (1995)
- Brickbuster (1995)
- Lords of the Realm II (1996)
- Casino Deluxe 2 (1996)
- Ultimate Soccer Manager 2 (1996)
- Robert E. Lee: Civil War General (1996)
- Space Bucks (1996)
- Rise & Rule of Ancient Empires, The (1996)
- Grant – Lee – Sherman: Civil War 2: Generals (1997)
- Lords of Magic (1997)
- Lords of Magic: Special Edition (1998)
- Lords of Magic: Legends of Urak (1998)
- The Great Civil War (1998)
- Cezar III (1998)
- Ultimate Soccer Manager 98 (1998)
- Ultimate Soccer Manager 98-99 (1999)
- Faraon (1999)
- Kleopatra: Królowa Nilu (2000)
- Zeus: Pan Olimpu (2000)
- Emperor: Rise of the Middle Kingdom (2002)
- Lords of the Realm III (2004)